# Митрофан Пелагонийски (XVI век)
Митрофан (на гръцки: Μητροφάνης, Митрофанис) е православен духовник, епископ на Охридската архиепископия от XVI век. Като пелагонийски митрополит в Битоля е споменат през 1528 година като участник в съборния съд под председаството на архиепископ Прохор Охридски. В 1532 година Митрофан е един от 29-те участници във втората сесия на Охридския събор, осъдил и свалил митрополит Павел Смедеревски.